# Hugues de Castillon
Hugues de Castillon était issu d'une famille de Guyenne apparentée à Clément V. Il fut évêque de Saint-Bertrand-de-Comminges de 1336 à 1352.

## Biographie
Il fut l'un des mécènes du Maître de Rieux. C'est à lui que l'on doit l'achèvement de la cathédrale Notre-Dame de Saint-Bertrand-de-Comminges, ou cathédrale Sainte Marie, reconstruite dans le style gothique à l'instigation du pape Clément V. Il fit pénétrer en Comminges l'art gothique flamboyant. La chapelle Notre-Dame, avec son gisant en marbre de Saint-Béat, le cortège des pleurants, la voûte à liernes et tiercerons, est attribuée au Maître de Rieux.